# Record est-timoresi di atletica leggera
I record est-timoresi di atletica leggera rappresentano le migliori prestazioni di atletica leggera stabilite dagli atleti di nazionalità est-timoresi e ratificate dalla Federação Timor-Leste de Atletismo.

## Outdoor

### Maschili
| Event | Record      | Atleta               | Nazionalità      | Data                         | Giochi              | Ref   |
| --- | ----------- | -------------------- | ---------------- | ---------------------------- | ------------------- | ----- |
| 100 m | 11.48       | J. Mezias            | 7 settembre 1994 | Campionati asiatici juniores | Giacarta, Indonesia |       |
| 200 m | 23.89       | J. Mezias            | 9 settembre 1994 | Campionati asiatici juniores | Giacarta, Indonesia |       |
| 400 m | 53.86       | Eduardo              | 7 settembre 1994 | Campionati asiatici juniores | Giacarta, Indonesia |       |
| 800 m | 1:56.6 (ht) | Bader Atamimi        | 19 ottobre 1989  |                              | Giacarta, Indonesia |       |
| 1500 m | 3:57.70     | Aries Jose Pariera   | 22 maggio 1993   |                              | Giacarta, Indonesia |       |
| 3000 m |             |                      |                  |                              |                     |       |
| 5000 m | 16:20.86    | Augusto Ramos Soares | 9 luglio 2011    | Campionati asiatici          | Kobe, Giappone      | [ 1 ] |
| 10000 m |             |                      |                  |                              |                     |       |
| Mezza maratona | 1:07:47.31  | Augusto Ramos Soares | 21 marzo 2010    | Dili Half Marathon           | Dili, Timor Est     | [ 2 ] |
| Maratona | 2:30:04     | Augusto Ramos Soares | 15 dicembre 2009 | Giochi del Sud-est asiatico  | Vientiane, Laos     |       |
| 110 m ostacoli |             |                      |                  |                              |                     |       |
| 400 m ostacoli |             |                      |                  |                              |                     |       |
| 3000 m siepi |             |                      |                  |                              |                     |       |
| Salto in alto |             |                      |                  |                              |                     |       |
| Salto con l'asta |             |                      |                  |                              |                     |       |
| Salto in lungo |             |                      |                  |                              |                     |       |
| Salto triplo |             |                      |                  |                              |                     |       |
| Getto del peso |             |                      |                  |                              |                     |       |
| Lancio del disco |             |                      |                  |                              |                     |       |
| Lancio del martello |             |                      |                  |                              |                     |       |
| Lancio del giavellotto |             |                      |                  |                              |                     |       |
| Decathlon |             |                      |                  |                              |                     |       |
| (100 m), (salto in lungo), (getto del peso), (salto in alto), (400 m) / (110 m ostacoli), (disco), (salto con l'asta), (giavellotto), (1500 m) |             |                      |                  |                              |                     |       |
| Marcia 20 km (strada) |             |                      |                  |                              |                     |       |
| Marcia 50 km (strada) |             |                      |                  |                              |                     |       |
| Staffetta 4×100 metri |             |                      |                  |                              |                     |       |
| Staffetta 4×400 metri |             |                      |                  |                              |                     |       |

### Femminili
| Evento                                                                                                  | Record   | Atleta                      | Nazionalità      | Data               | Manifestazione    | Ref   |
| --- | -------- | --------------------------- | ---------------- | ------------------ | ----------------- | ----- |
| 100 m                                                                                                   | 13.57    | Jesaltina de Jesus Guterres | 21 maggio 2001   |                    | Darwin, Australia | [ 3 ] |
| 200 m                                                                                                   | 28.30    | Jesaltina de Jesus Guterres | 20 maggio 2001   |                    | Darwin, Australia | [ 4 ] |
| 400 m                                                                                                   |          |                             |                  |                    |                   |       |
| 800 m                                                                                                   |          |                             |                  |                    |                   |       |
| 1500 m                                                                                                  |          |                             |                  |                    |                   |       |
| 3000 m                                                                                                  |          |                             |                  |                    |                   |       |
| 5000 m                                                                                                  |          |                             |                  |                    |                   |       |
| 10000 m                                                                                                 | 37'04"17 | Aguida Amaral               | 1 settembre 1988 |                    | Giacarta          | [ 5 ] |
| Mezza maratona                                                                                          | 1:24.06  | Juventina Napoleon          | 21 marzo 2010    | Dili Half Marathon | Dili, Timor Est   | [ 6 ] |
| Maratona                                                                                                | 3:03:53  | Aguida Amaral               | 12 dicembre 2003 |                    | Hanoi, Vietnam    | [ 7 ] |
| 100 m ostacoli                                                                                          |          |                             |                  |                    |                   |       |
| 400 m ostacoli                                                                                          |          |                             |                  |                    |                   |       |
| 3000 m siepi                                                                                            |          |                             |                  |                    |                   |       |
| Salto in alto                                                                                           |          |                             |                  |                    |                   |       |
| Salto con l'asta                                                                                        |          |                             |                  |                    |                   |       |
| Salto in lungo                                                                                          |          |                             |                  |                    |                   |       |
| Salto triplo                                                                                            |          |                             |                  |                    |                   |       |
| Getto del peso                                                                                          | 10.01    | Ana Maria                   | 20 marzo 2005    |                    | Dili, Timor Est   | [ 8 ] |
| Lancio del disco                                                                                        |          |                             |                  |                    |                   |       |
| Lancio del martello                                                                                     |          |                             |                  |                    |                   |       |
| Lancio del giavellotto                                                                                  |          |                             |                  |                    |                   |       |
| Eptathlon                                                                                               |          |                             |                  |                    |                   |       |
| (100 m ostacoli), (salto in alto), (getto del peso), (200 m) / (salto in lungo), (giavellotto), (800 m) |          |                             |                  |                    |                   |       |
| Marcia 20 km (strada)                                                                                   |          |                             |                  |                    |                   |       |
| Staffetta 4×100 metri                                                                                   |          |                             |                  |                    |                   |       |
| Staffetta 4×400 metri                                                                                   |          |                             |                  |                    |                   |       |

## Indoor

### Maschili
| Evento | Record  | Atleta               | Data             | Manifestazione             | Luogo | Ref    |
| --- | ------- | -------------------- | ---------------- | -------------------------- | ----- | ------ |
| 60 m |         |                      |                  |                            |       |        |
| 200 m |         |                      |                  |                            |       |        |
| 400 m | 1:00.01 | Idelfonso Dos Santos | 30 ottobre 2007  | Campionati asiatici indoor | Macao | [ 9 ]  |
| 800 m |         |                      |                  |                            |       |        |
| 1500 m |         |                      |                  |                            |       |        |
| 3000 m | 9:37.67 | Augusto Ramos Soares | 1º novembre 2007 | Campionati asiatici indoor | Macao | [ 10 ] |
| 60 m ostacoli                                                                                               |         |                      |                  |                            |       |        |
| Salto in alto                                                                                               |         |                      |                  |                            |       |        |
| Salto con l'asta                                                                                            |         |                      |                  |                            |       |        |
| Salto in lungo                                                                                              |         |                      |                  |                            |       |        |
| Salto triplo                                                                                                |         |                      |                  |                            |       |        |
| Getto del peso                                                                                              |         |                      |                  |                            |       |        |
| Eptathlon                                                                                                   |         |                      |                  |                            |       |        |
| (60 m), (salto in lungo), (getto del peso), (salto in alto) / (60 m ostacoli), (salto con l'asta), (1000 m) |         |                      |                  |                            |       |        |
| Marcia 5000 metri                                                                                           |         |                      |                  |                            |       |        |
| Staffetta 4×400 metri                                                                                       |         |                      |                  |                            |       |        |

### Femminili
| Evento                                                                        | Record  | Atleta               | Data            | Manifestazione             | Luogo | Ref    |
| ----------------------------------------------------------------------------- | ------- | -------------------- | --------------- | -------------------------- | ----- | ------ |
| 60 m                                                                          |         |                      |                 |                            |       |        |
| 200 m                                                                         |         |                      |                 |                            |       |        |
| 400 m                                                                         |         |                      |                 |                            |       |        |
| 800 m                                                                         |         |                      |                 |                            |       |        |
| 1500 m                                                                        | 5:11.99 | Imes Borges Da Silva | 31 ottobre 2007 | Campionati asiatici indoor | Macao | [ 10 ] |
| 3000 m                                                                        |         |                      |                 |                            |       |        |
| 60 m ostacoli                                                                 |         |                      |                 |                            |       |        |
| Salto in alto                                                                 |         |                      |                 |                            |       |        |
| Salto con l'asta                                                              |         |                      |                 |                            |       |        |
| Salto in lungo                                                                |         |                      |                 |                            |       |        |
| Salto triplo                                                                  |         |                      |                 |                            |       |        |
| Getto del peso                                                                |         |                      |                 |                            |       |        |
| Pentathlon                                                                    |         |                      |                 |                            |       |        |
| (60 m ostacoli), (salto in alto), (getto del peso), (salto in lungo), (800 m) |         |                      |                 |                            |       |        |
| Marcia 3000 metri                                                             |         |                      |                 |                            |       |        |
| Staffetta 4×400 metri                                                         |         |                      |                 |                            |       |        |

ht = hand timing